# Nagoya Challenger 1993
Il Nagoya Challenger 1993 è stato un torneo di tennis facente parte della categoria ATP Challenger Series nell'ambito dell'ATP Challenger Series 1993. Il torneo si è giocato a Nagoya in Giappone dal 19 al 25 aprile 1993 su campi in cemento.

## Vincitori

### Singolare
Jonas Björkman ha battuto in finale  Patrick Rafter con il punteggio di 7–6, 7–6

### Doppio
Jonas Björkman /  Donald Johnson hanno battuto in finale  Patrick Rafter /  Fernon Wibier con il punteggio di 7–5, 5–7, 6–2